# Sportclub Cambuur
Sportclub Cambuur, mais conhecido como SC Cambuur, é um clube profissional holandês de futebol formado na cidade de Leeuwarden em 19 de Junho de 1964. Atualmente joga pela Eerste Divisie, segunda divisão do campeonato holandês.

## História
O clube foi fundado em 1964.

## Elenco atual
- Atualizado até 4 de Setembro de 2024

Nota: Bandeiras indicam equipe nacional, conforme definido pelas regras de elegibilidade da FIFA. Os jogadores podem ter mais de uma nacionalidade não-FIFA.
| N.º |                      | Posição | Jogador                                     |
| --- | -------------------- | ------- | ------------------------------------------- |
| 1   | Países Baixos        | G       | Thijs Jansen                                |
| 2   | Países Baixos        | D       | Gabi Caschili                               |
| 5   | Países Baixos        | D       | Thomas Poll                                 |
| 6   | Países Baixos        | M       | Jeremy van Mullem                           |
| 7   | Países Baixos        | A       | Remco Balk                                  |
| 8   | Países Baixos        | M       | Maikel Kieftenbeld                          |
| 9   | República da Irlanda | A       | Jonathan Afolabi (emprestado para Kortrijk) |
| 10  | Países Baixos        | M       | Fedde de Jong                               |
| 11  | Países Baixos        | A       | Ilias Alhaft                                |
| 12  | Países Baixos        | M       | Mark Diemers                                |
| 14  | Espanha              | D       | Arnau Casas                                 |
| 15  | Noruega              | D       | Sturla Ottesen                              |
| 17  | Países Baixos        | M       | Matthias Nartey                             |

| N.º |               | Posição | Jogador            |
| --- | ------------- | ------- | ------------------ |
| 18  | Alemanha      | M       | Tony Rölke         |
| 19  | Países Baixos | A       | Michael de Leeuw   |
| 20  | Países Baixos | D       | Bryant Nieling     |
| 21  | Países Baixos | M       | Marcel Schaapman   |
| 22  | Países Baixos | G       | Daan Reiziger      |
| 23  | Países Baixos | G       | Brett Minnema      |
| 24  | Países Baixos | A       | Toni Jonker        |
| 25  | Países Baixos | D       | Bram Marsman       |
| 26  | Curaçau       | D       | Tyrique Mercera    |
| 27  | Países Baixos | A       | Wiebe Kooistra     |
| 28  | Curaçau       | M       | Nicky Souren       |
| 29  | Bélgica       | A       | Benjamin Pauwels   |
| 30  | Países Baixos | A       | Yoram van der Veen |

## Títulos

#### Eerste Divisie
- 1991–92, 2012–13, 2020–21

#### Tweede Divisie
- 1956–57, 1964–65